# Europa Europa
Pour les articles homonymes, voir Europa.
Pour plus de détails, voir Fiche technique et Distribution.
Europa Europa (Hitlerjunge Salomon) est un film franco-polono-allemand réalisé par Agnieszka Holland, sorti en 1990.
Basé sur l'autobiographie de Salomon Perel, le film fut nommé pour l'Oscar du meilleur scénario adapté en 1991.

## Synopsis
Le film commence par la circoncision de Salomon « Sally » Perel, né le 20 avril 1925, dans une famille juive à Peine, localité proche de Brunswick en Allemagne. Novembre 1938, à la veille de sa bar mitzvah, la nuit de Cristal éclate et sa sœur Bertha est tuée. Sa famille fuit l'Allemagne et s'établit en Pologne à Łódź, ville d'origine de son père. Mais, le 1er septembre 1939 la Pologne est envahie par les armées d'Hitler.
Les parents de Sally décident alors de l'envoyer, lui et son frère Isaac, vers l'est. Au passage du Bug, Salomon est séparé de son frère. Les Soviétiques viennent d'envahir l'Est de la Pologne et Salomon se retrouve dans un orphelinat à Grodno. Durant son séjour à l'orphelinat, il apprend le russe, se plie à la propagande soviétique et devient jeune Komsomol. Le 22 juin 1941, les Allemands attaquent l'Union soviétique. L'orphelinat est bombardé et dans la fuite générale, Sally se retrouve isolé. Capturé, il échappe à la sélection effectuée par les Allemands qui trient les prisonniers, fusillant sur le champ les communistes et les juifs. Sally terrorisé, parle parfaitement allemand, et parvient à se faire passer pour un Volksdeutsche, au nom de Joseph Peters, prisonnier des communistes à l'orphelinat de Grodno. Il échappe à la mort.
Parlant polonais et russe Salomon devient interprète dans l'unité de la Wehrmacht qui vient de le capturer, après avoir fait preuve de ses talents dans l'interrogatoire d'un prisonnier qui se révèle être le fils de Staline. Participant à l'avancée allemande vers Moscou, sous l'uniforme allemand, « Jupp » devient la mascotte du régiment. Un de ses compagnons, Robert, ancien acteur homosexuel, découvre sa circoncision lorsqu'il tente de le séduire. Heureusement, il garde le secret, le respecte et devient son ami. Cette amitié « platonique » est brutalement interrompue par la mort au combat de Robert. Jupp tente de fuir en passant chez les Soviétiques, mais, alors qu'il fait mine de se rendre, ce sont les soldats soviétiques qui capitulent et Jupp médusé devient un héros de guerre.
Apprécié de tous, y compris du commandant de son unité, antisémite convaincu qui n'a pas d'enfants et se montre disposé à l'adopter, Jupp est envoyé en Allemagne. Après s'être fait dépuceler par la fonctionnaire du parti nazi chargée de l'accompagner durant son voyage en train, il entre à l'Institut des jeunesses hitlériennes, centre de formation des jeunes cadres de l'Ordre nouveau, situé à Brunswick.
Jusqu'à la fin de la guerre, Joseph Peters se cache au sein même de la jeune élite nazie, dissimulant à chaque instant son judaïsme, et en particulier sa circoncision. Son statut de combattant du front inspire d'emblée le respect de ses jeunes camarades nazis et l'intérêt de la blonde Leni, jeune nazie membre de la Ligue des jeunes filles allemandes Bund Deutscher Mädel. Vivant dans la hantise d'être découvert, Joseph tente en vain de se refaire un prépuce. Lorsque Leni l'invite à avoir une relation sexuelle il repousse ses avances, réalisant que si la jeune fille découvre son anatomie c'en est fait de sa survie.
Tourmenté par le sort de ses parents, il décide de retourner à Łódź mais le ghetto étant interdit aux non-juifs, il doit se contenter de traverser le quartier-prison en tramway et ne peut qu'entrevoir l'état du ghetto sans parvenir à établir le moindre contact avec ses parents. De retour à Brunswick, il visite la mère de Leni et apprend que celle-ci, enceinte de son propre camarade de chambrée, le blond Gerd, veut offrir son enfant au Lebensborn et remplir ainsi son devoir de jeune fille nazie. Bouleversé, Joseph est démasqué par la mère de Leni et lui avoue qu'il est Juif. Heureusement pour lui, la mère de Leni s'engage à garder le secret de sa véritable identité. Convoqué à la police, Joseph se voit exiger le certificat établissant son identité de Volksdeutsche et comme il ne possède que son attestation de combattant, il court le risque d'être arrêté comme suspect. Heureusement pour lui, le bombardement et la destruction de l'immeuble de la police par l'aviation alliée le sauve de ce dangereux rebondissement.
Avril 45, lors des derniers combats il se rend aux troupes soviétiques mais manque de se faire exécuter comme traître. La présence de son frère Isaac, rescapé des camps et de la liquidation du ghetto de Łódź le sauve in extremis de l'exécution sommaire. Les deux frères partent pour la Palestine. Le film nous montre enfin le véritable Salomon Perel, chantonnant le premier verset du psaume 133 (132) au bord du Bug.

## Différences par rapport au livre
Le film condense le récit publié par Sally Perel tout en procédant à des modifications significatives. Ainsi, en réalité Sally est fait prisonnier par les Américains le 21 avril 1945, au lendemain de son 20e anniversaire. Il sera employé par les autorités d'occupation soviétiques avant de s'enfuir à l'Ouest et de retrouver son frère Isaac à Munich. Leur frère aîné David est parvenu à fuir en Palestine où Sally le rejoint finalement, débarquant à Haïfa en juillet 1948. Il participera à la guerre d'indépendance d'Israël dans une unité du Palmach. De même, dans son récit c'est une fois Łódź occupée par les Allemands que Sally et Isaac fuient vers l'est du pays, envahi par les Soviétiques le 17 septembre 1939, conformément aux clauses secrètes du pacte germano-soviétique. Isaac se rend à Vilna après avoir laissé Sally à l'orphelinat de Grodno où il reçoit la visite de sa sœur Bertha. Dans le film, Bertha est assassinée par les émeutiers nazis lors de la nuit de Cristal alors que le moment précis où la famille Perel quitte Peine et l'Allemagne pour se réfugier en Pologne n'est pas mentionné dans le livre. Le film renforce clairement les enjeux politiques de l'histoire de la survie de Perel, victime des deux totalitarismes et qui par deux fois échappe à la mort, d'abord du fait des Allemands, et finalement des Soviétiques. Le film renforce aussi l'intrigue amoureuse en donnant plus d'importance à quelques personnages féminins, telle la responsable des jeunesses communistes Inna Moyseyevna, absente du récit de Perel où la liaison du héros avec Leni est loin d'être mise en valeur comme dans le film. La vraie Leni ne tombe pas enceinte pour « offrir un enfant au Führer » mais après la guerre devient danseuse, se marie avec un Canadien et s'établit à Toronto. Bref, Le scénario du film fait du récit autobiographique de Perel une sorte de conte philosophique. C'est en effet un film pionnier qui, sans sentimentalisme, aborde de front la réalité du judéocide en Europe occupée, et en particulier en Pologne, où les histoires de survivants sont toujours plus ou moins « folles », tout en évoquant le sort tragique du pays, victime de Hitler et de Staline en septembre 1939.
Le film est tourné en Pologne : le cimetière juif où Joseph gifle Leni pour sa déclaration d'antisémitisme meurtrier est celui de Praga, sur la rive est de la Vistule à Varsovie. La piscine où il s'entraîne à nager avec tout son équipement de soldat est le bassin olympique du palais de la culture et de la science, gratte-ciel stalinien édifié à Varsovie en 1952-1955. Par contre c'est le musée national de Varsovie, architecture néo-classique caractéristique de l'entre-deux-guerres dans la capitale polonaise, qui représente l'Institut de la jeunesse hitlérienne à Brunswick. Ironiquement c'est dans le cadre monumental de cet édifice emblématique de l'identité nationale polonaise qu'est tournée la mémorable scène d'accueil de Joseph Peters dans l'institution d'enseignement nazie.

## Fiche technique
- Titre français : Europa Europa
- Titre original : Hitlerjunge Salomon
- Réalisation : Agnieszka Holland
- Scénario : Agnieszka Holland, Paul Hengge, Salomon Perel
- Production : Artur Brauner, Margaret Ménégoz, Janusz Morgenstern
- Musique : Zbigniew Preisner
- Photographie : Jacek Petrycki (pl)
- Montage : Isabelle Lorente et Ewa Smal (pl)
- Distribution : Marguerite Capelier, Marie-Christine Lafosse et Sarah Thomsen
- Décors : Allan Starski
- Costumes : Wiesława Starska et Małgorzata Stefaniak
- Compagnies de production : Central Cinema Company Film (CCC-Film) - Les Films du Losange - Telmar Film International Ltd. - Zespół Filmowy "Perspektywa"
- Genre : drame, guerre
- Durée : 112 minutes (1 h 52)
- Pays de production :  Allemagne,  France,  Pologne
- Langues : allemand, russe, polonais, hébreu
- Date de sortie : 
  - France : 14 novembre 1990
  - Pologne : 7 février 1991
  - Allemagne : 27 octobre 1991

## Distribution

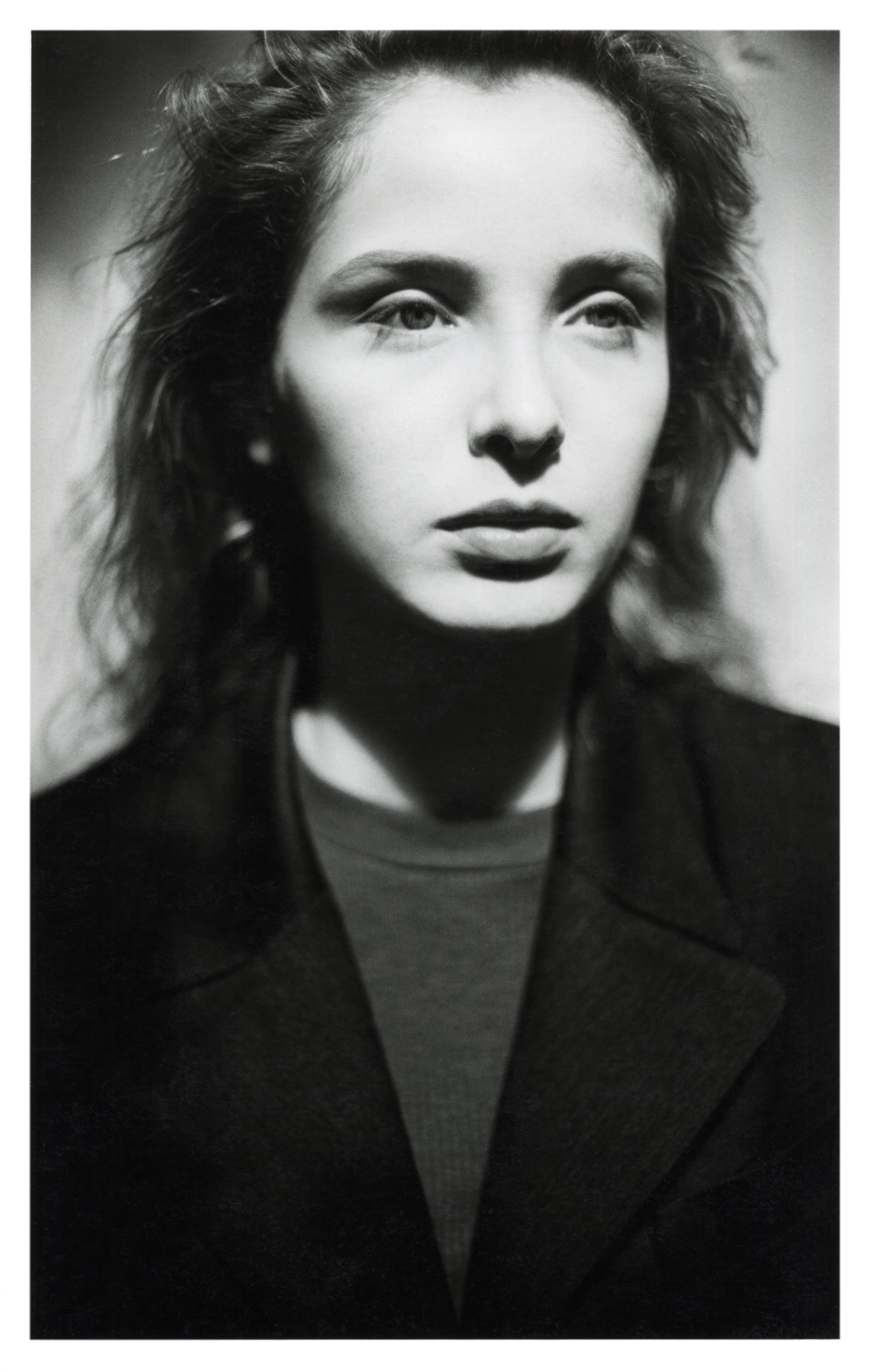
L'actrice principale Julie Delpy, l'année de sortie du film.

- Marco Hofschneider : Solomon, Solly, Salek Perel / Josef Jupp Peters
- Julie Delpy : Leni
- René Hofschneider : Isaak Perel, un frère de Solomon
- Piotr Kozłowski : David Perel, un frère de Solomon
- André Wilms : soldat Robert Kellerman
- Ashley Wanninger : Gerd
- Halina Łabonarska : la mère de Leni
- Klaus Abramowsky : le père de Solomon
- Michèle Gleizer : la mère de Solomon
- Marta Sandrowicz : Bertha Perel, la sœur de Salomon
- Nathalie Schmidt : Basia, l'ouvreuse
- Delphine Forest : Inna Moyseyevna
- Martin Maria Blau : Ulmayer
- Andrzej Mastalerz : Zenek Dracz
- Salomon Perel : lui-même
- Włodzimierz Press : le fils de Stalin
- Klaus Kowatsch : Schulz
- Bernhard Howe : Feldwebel
- Hanns Zischler : le capitaine von Lerenau
- Anna Seniuk : Rosemarie
- Jorg Schnass : Bannführer
- Norbert Schwarz : Schwabe
- Erich Schwarz : Goethke
- Wolfgang Bathke : le policier